# Luigi Gemini
Luigi Gemini (Roma, 29 novembre 1907 – ...) è stato un arbitro di calcio italiano.

## Carriera
Prese la tessera di arbitro nel 1933.
Iscritto al "Gruppo Arbitri di Roma", Luigi Gemini ha arbitrato in Serie A per sette stagioni nel primo dopoguerra. Ha esordito nel campionato di guerra 1943-1944 arbitrando la partita del 2 aprile 1944 MATER-Lazio (2-4).
Ha diretto 122 partite di Serie A ed un centinaio in Serie B. L'ultima sua gara diretta in Serie A è stata Sampdoria-Palermo (4-1) del 31 maggio 1953.
Nella stagione 1951-1952 ha ricevuto il Premio Giovanni Mauro, un riconoscimento prestigioso assegnato al miglior arbitro nazionale di ogni stagione calcistica.

Nella stagione 1962-1963 è stato direttore generale del Pescara.